# Oratorio della Santissima Annunziata (Firenze)
L'oratorio della Santissima Annunziata è un luogo di culto cattolico situato in piazza Garibaldi a Peretola, un sobborgo di Firenze. Venne costruito nel 1821 ed è una raro esempio di architettura neoclassica di questa zona.
La facciata è tripartita e presenta un timpano triangolare, sul cui fregio corre l'iscrizione Ecce ancilla domini, collegata all'episodio dell'Annunciazione al quale è dedicata la chiesetta.
Una lapide ricorda la famiglia Vespucci, Amerigo e la denominazione dell'America: fu posta da municipio di Brozzi perché allora Peretola era parte dello scomparso comune.